# مسائل فلسفی فضا و زمان
مسائل فلسفی فضا و زمان (به انگلیسی: Philosophical Problems of Space and Time)، کتابی است دربارهٔ فلسفه فضا و زمان اثر فیلسوف آدولف گرونبام. این کتاب که در ۱۹۶۳ منتشر شده، به‌عنوان یک اثر بزرگ در فلسفه علوم طبیعی شناخته شده‌است.

## خلاصه
گرونباوم، که به دین خود به فیلسوف هانس رایشنباخ اذعان می‌کند، در مورد فلسفه مکان و زمان، و زمینه‌های علمی و ریاضی مانند هندسه، زمان‌سنجی، و ژئوکرونومتری بحث می‌کند. او همچنین شرحی ازاصول ریاضی فلسفه طبیعی (۱۶۸۷) فیزیک‌دان آیزاک نیوتن، و همچنین کار فیزیک‌دانان دیگر مانند آلبرت انیشتین، و ریاضی‌دان برنهارت ریمان ارائه می‌دهد. او فیلسوفان ارنست نیگل و ژاک ماریتن را مورد انتقاد قرار می‌دهد و استدلال می‌کند که در ساختار علم (۱۹۶۱) نیگل از فیلسوف علم آنری پوانکاره و در درجات دانش (۱۹۳۲) ماریتین ماهیت هندسه را اشتباه تفسیر می‌کند.

## تاریخچه انتشار
مسائل فلسفی فضا و زمان اولین بار در سال ۱۹۶۳، توسط انتشارات آلفرد ای. کناف در ایالات متحده منتشر شد. این کتاب در سال ۱۹۶۴، در انگلستان توسط روتلج و پل گکان منتشر شد. در سال ۱۹۶۹، نسخه اصلاح‌شده آن به ترجمه روسی در اتحاد جماهیر شوروی توسط انتشارات پروگرس منتشر شد. در سال ۱۹۷۳، به‌عنوان بخش بزرگی از مجموعه مطالعات بوستون در فلسفه علم، به زبان انگلیسی توسط انتشارات دی. ریدل منتشر شد.

## بازخورد
فیلسوفان رابرت کوهن و مارکس وارتوفسکی اظهار داشتند که مسائل فلسفی فضا و زمان «به‌سرعت به‌عنوان یکی از معدود آثار مهم در فلسفه علوم طبیعی این نسل شناخته شد» آن‌ها پس از انتشار اولیه آن، معتقد بودند که به این دلیل است که گرونبام «علم واقعی و درک فلسفی» و «جزئیات و دامنه» را تلفیق کرده‌است. به اعتبار گفته آن‌ها، او با «مشکلات مکان و زمان» در «عمق و پیچیدگی کامل» برخورد کرده‌است.
فیلسوف میلیچ چاپک نوشت که گرونبام، در کنار فیزیک‌دان الیویه کوستا دو بوریگارد، یکی از «سرسخت‌ترین مدافعان» این دیدگاه بود که زمان باید معادل فضا تلقی شود. فیلسوف راجر اسکروتن مسائل فلسفی فضا و زمان را به‌عنوان جامع‌ترین بحث در مورد فضای غیراقلیدسی توصیف کرد، اگرچه او اضافه کرد که این کار «فراخوان» نیست. فیلسوف فیلیپ کوین، تز گرونباوم در مورد هندسه فیزیکی و زمان‌سنجی را «چشمگیر» نامید.